# Gabrce
Gabrce este o localitate din comuna Rogaška Slatina, Slovenia, cu o populație de 54 de locuitori.